# Pavel Pinigin
Pavel Pavlovič Pinigin (rusky Павел Павлович Пинигин; * 12. března 1953 Diring, Jakutská SSR) je bývalý sovětský zápasník, volnostylař. V roce 1976 vybojoval zlatou medaili v kategorii do 68 kg na olympijských hrách v Montréalu. O čtyři roky později na hrách v Moskvě vybojoval čtvrté místo v kategorii do 74 kg. V roce 1975, 1977 a 1978 vybojoval zlato na mistrovství světa a v roce 1975 na mistrovství Evropy.
Civilním povoláním byl policista, dosáhl hodnosti plukovníka. Věnoval se také trenérské práci a zastával post prezidenta klubu Dynamo Jakutsk. Stal se předsedou regionální pobočky ruské politické strany Jednotné Rusko, byl poradcem prezidenta republiky Sacha a od roku 2010 místopředsedou Státního výboru republiky Sacha.
Jeho manželka je bývalá sovětská atletka Maria Piniginová, rozená Kuľčunova.